# Lijst van voetbalinterlands Britse Maagdeneilanden - Guatemala
Deze lijst van voetbalinterlands is een overzicht van alle officiële voetbalwedstrijden tussen de nationale teams van de Britse Maagdeneilanden en Guatemala. De landen speelden tot op heden twee keer tegen elkaar. De eerste ontmoeting, een kwalificatiewedstrijd voor het wereldkampioenschap voetbal 2022, werd gespeeld op 27 maart 2021 in Willemstad (Curaçao). Het laatste duel, een kwalificatiewedstrijd voor het Wereldkampioenschap voetbal 2026, vond plaats op 8 juni 2024 in Road Town.

## Wedstrijden
| № | Plaats     | Datum         | Competitie           | Wedstrijd                          | Uitslag |
| - | ---------- | ------------- | -------------------- | ---------------------------------- | ------- |
| 1 | Willemstad | 27 maart 2021 | WK 2022 kwalificatie | Britse Maagdeneilanden − Guatemala | 0 − 3   |
| 2 | Road Town  | 8 juni 2024   | WK 2026 kwalificatie | Britse Maagdeneilanden − Guatemala | 0 − 3   |

## Samenvatting
| Competitie      | Totaal gespeeld | Winst Br. Maagdeneil. | Gelijk | Winst Guatemala | Doelsaldo Br. Maagdeneil. – Guatemala |
| --------------- | --------------- | --------------------- | ------ | --------------- | ------------------------------------- |
| WK-kwalificatie | 2               | 0                     | 0      | 2               | 0 − 6                                 |
| Totaal          | 2               | 0                     | 0      | 2               | 0 − 6                                 |

Wedstrijden bepaald door strafschoppen worden, in lijn met de FIFA, als een gelijkspel gerekend.
BVIFA · A-internationals · vrouwenelftal
Amerikaanse Maagdeneilanden ·
Anguilla ·
Antigua en Barbuda ·
Aruba ·
Bahama's ·
Barbados ·
Bermuda ·
Cuba ·
Curaçao ·
Dominica ·
Dominicaanse Republiek ·
Grenada ·
Guatemala ·
Haïti ·
Kaaimaneilanden ·
Montserrat ·
Puerto Rico ·
Saint Kitts en Nevis ·
Saint Lucia ·
Saint Vincent en de Grenadines ·
Suriname ·
Trinidad en Tobago ·
Turks- en Caicoseilanden
FNFG · A-internationals · Selecties · Guatemalteeks vrouwenelftal
1920 – 1949 ·
1950 – 1969 ·
1970 – 1979 ·
1980 – 1989 ·
1990 – 1999 ·
2000 – 2009 ·
2010 – 2019 ·
2020 − 2029
1921 · 
1922 · 
1923 · 
1923–1929 · 
1930 · 
1931–1934 · 
1935 · 
1935–1942 · 
1943 · 
1944 · 1945 · 
1946 · 
1947 · 
1948 · 
1949 · 
1950 · 
1941 · 1942 · 
1953 · 
1954 · 
1955 · 
1956 · 
1957 · 
1958 · 1959 · 
1960 · 
1961 · 1962 · 
1963 · 
1964 · 
1965 · 
1966 · 
1967 · 
1968 · 
1969 · 
1970 · 
1971 · 
1972 · 
1973 · 
1974 · 
1975 · 
1976 · 
1977 · 
1978 · 1979 · 
1980 · 
1981 · 1982 · 
1983 · 
1984 · 
1985 · 
1986 · 
1987 · 
1988 · 
1989 · 
1990 · 
1991 · 
1992 · 
1993 · 1994 · 
1995 · 
1996 · 
1997 · 
1998 · 
1999 · 
2000 · 
2001 · 
2002 · 
2003 · 
2004 · 
2005 · 
2006 · 
2007 · 
2008 · 
2009 · 
2010 · 
2011 · 
2012 · 
2013 · 
2014 ·
2015 ·
2016 ·
2017 ·
2018 ·
2019 ·
2020 ·
2021 ·
2022 ·
2023 ·
2024
Anguilla ·
Antigua en Barbuda ·
Argentinië ·
Armenië ·
Barbados ·
Belize ·
Bermuda ·
Bolivia ·
Brazilië ·
Britse Maagdeneilanden ·
Canada ·
Chili ·
Colombia ·
Costa Rica ·
Cuba ·
Curaçao ·
Dominica ·
Dominicaanse Republiek ·
Ecuador ·
El Salvador ·
Grenada ·
Guyana ·
Haïti ·
Honduras ·
IJsland ·
Iran ·
Israël ·
Jamaica ·
Japan ·
Mexico ·
Nederlandse Antillen ·
Nicaragua ·
Noorwegen ·
Panama ·
Paraguay ·
Peru ·
Polen ·
Puerto Rico ·
Qatar ·
Saint Lucia ·
Saint Vincent en de Grenadines ·
Slowakije ·
Sovjet-Unie ·
Suriname ·
Trinidad en Tobago ·
Uruguay ·
Venezuela ·
Verenigde Staten ·
Zuid-Afrika ·
Zuid-Korea